# Целар, Жан
Жан Це́лар (словен. Žan Celar; род. 14 марта 1999, Словения) — словенский футболист, нападающий клуба «Куинз Парк Рейнджерс» и сборной Словении. Участник чемпионата Европы 2024.

## Клубная карьера
Целар — воспитанник клубов «Сенчур», «Велесово», «Триглав» и «Марибор». 21 мая 2016 года в матче против «Горицы» он дебютировал в чемпионате Словении. В 2018 году Целар перешёл в итальянскую «Рому». 11 марта 2019 года в матче против «Эмполи» он дебютировал в итальянской Серии A. 
Летом 2019 года Целар был арендован клубом «Читтаделла». 24 августа в матче против «Специи» он дебютировал в итальянской Серии B. 14 сентября в поединке против «Трапани» Жан забил свой первый гол за «Читтаделлу». 
В начале 2020 года Целар на правах аренды перешёл в «Кремонезе». 11 февраля в матче против «Специи» он дебютировал за новую команду. 29 июня в поединке против «Салернитаны» Жан забил свой первый гол за «Кремонезе». 
Летом 2021 года Целар перешёл в швейцарский «Лугано». В матче против «Базеля» он дебютировал в швейцарской Суперлиге. 26 сентября в поединке против «Люцерна» Жан забил свой первый гол за «Лугано». В 2022 году он помог команде завоевать Кубок Швейцарии. 

## Международная карьера
В 2021 году Целар в составе молодёжной сборной Словении принял участие в молодёжном чемпионате Европы в Венгрии и Словении. На турнире он сыграл в матче против команд Испании и Италии.
14 ноября 2021 года в отборочном матче чемпионата мира 2022 против сборной Кипра Целар дебютировал за сборную Словении.  

## Достижения
Клубные
 «Лугано»
- Обладатель Кубка Швейцарии — 2021/22.